# 三菱・コルトEV
コルトEV (COLT EV )は、三菱自動車工業が製造した小型自動車である。

## 概要
三菱自動車工業が独自で掲げた「MIEV」コンセプトに基づき、自社製のコンパクトカー『コルト』Sport-X （1.5L、4WD）をベースに、エンジン、燃料タンク、トランスミッションなどを取り外して、代わりに独自開発の2基のインホイールモーターを後輪に搭載し、主電源としてリチウムイオン電池を搭載した実験車がコルトEVである。

## 初代（2005年）
- 2005年5月11日 - 後輪にインホイールモーターを搭載した実験車として開発される[1]。